# Saint-Aubin-sur-Mer, Calvados
Saint-Aubin-sur-Mer är en kommun i departementet Calvados i regionen Normandie i norra Frankrike. Kommunen ligger i kantonen Douvres-la-Délivrande som ligger i arrondissementet Caen. År 2022 hade Saint-Aubin-sur-Mer 2 125 invånare.

## Befolkningsutveckling
Antalet invånare i kommunen Saint-Aubin-sur-Mer
Referens:INSEE